# Clipston
Clipston is een civil parish in het bestuurlijke gebied Rushcliffe, in het Engelse graafschap Northamptonshire met 643 inwoners.

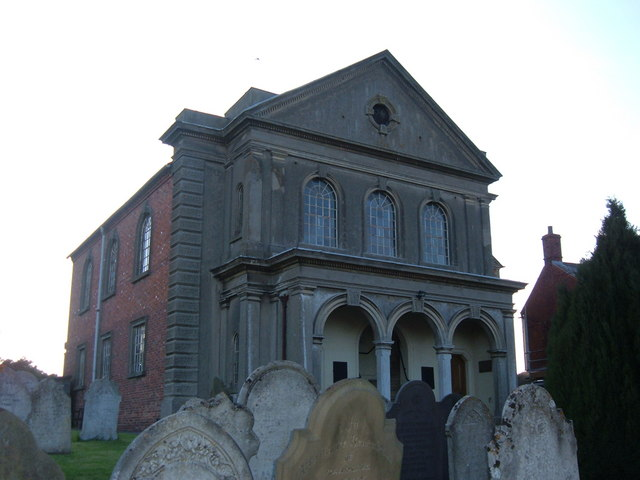
Clipston Chapel
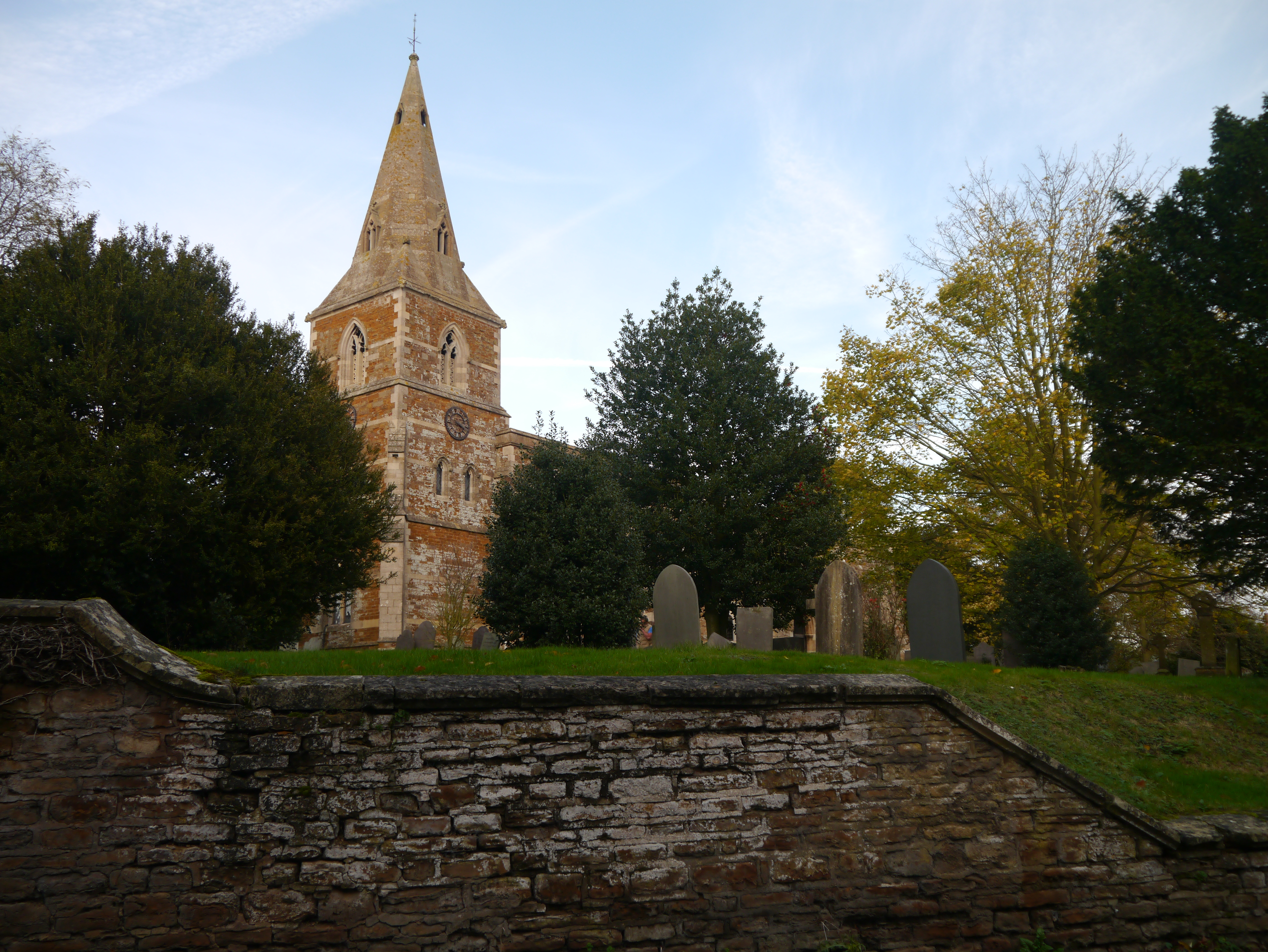
Kerk All Saints